# Шатель-Гийон

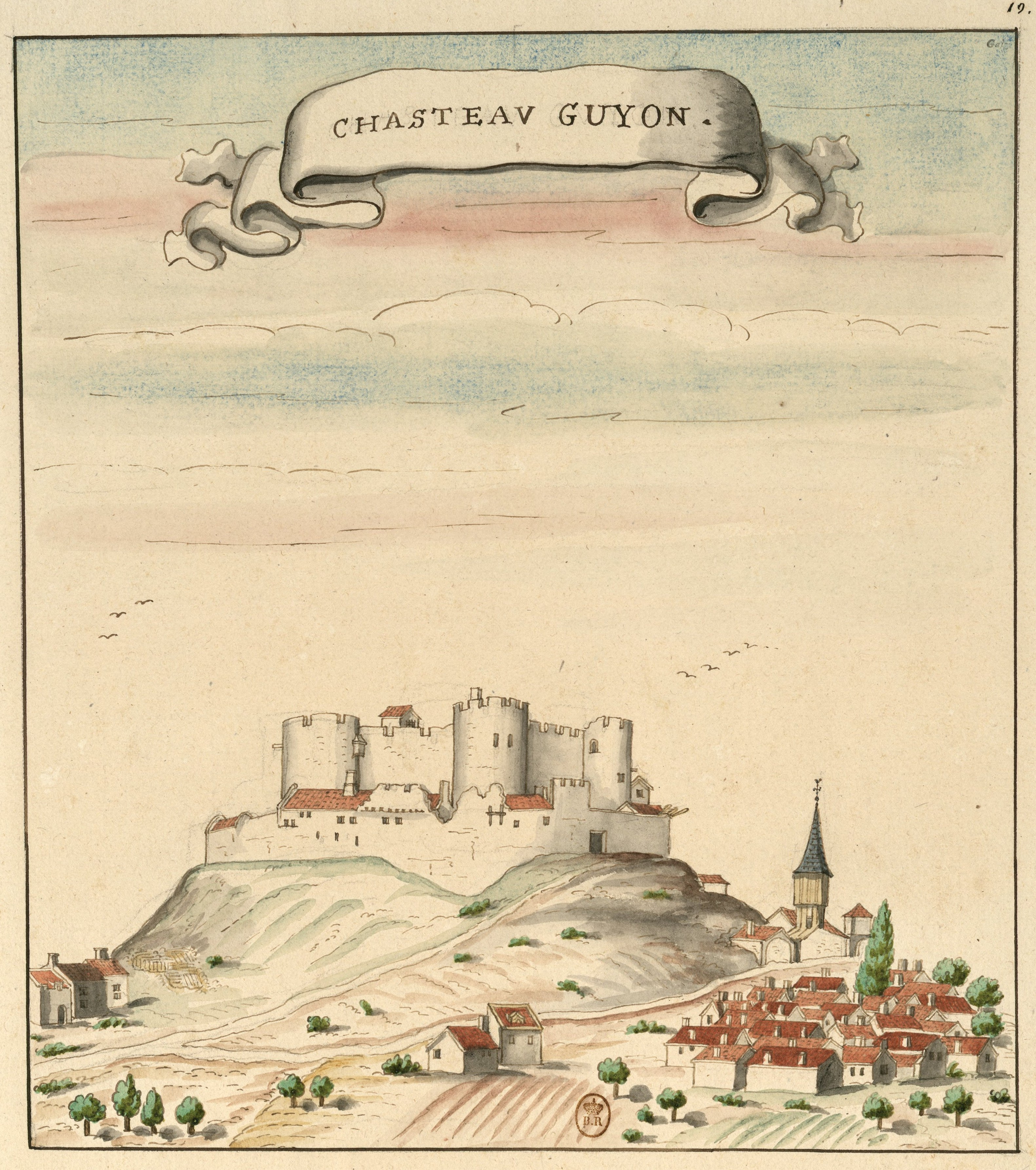
Вид замка Шатель-Гийон и поселения. 1450 г.

Шатель-Гийон (фр. Châtel-Guyon) — город и коммуна на юге центральной части Франции в регионе Овернь, департамента Пюи-де-Дом. Население 6.131 человек (2013).
Расположен на расстоянии около 332 км южнее Парижа, в 345 км от Марселя, 23 км на север от префектуры (административного центра) Клермон-Феррана и 6 км к северо — западу от Рьома.

## История
Название города связано с построенным здесь в XIII веке на высоком холме графом Оверни Ги II средневекового замка, у подножия которого возникло поселение.
Курорт. В городе имеется термальный источник.

## Демография
| Год                | 1968  | 1975  | 1982  | 1990  | 1999  | 2006  | 2011  |
| Количество жителей | 2.982 | 3.530 | 4.386 | 4.743 | 5.241 | 6.133 | 6.239 |

## Известные уроженцы и жители
- Асселино, Шарль (1820—1874) — французский историк литературы.
- Ги де Мопассан (1850—1893) — французский писатель, жил и отдыхал здесь, написал роман «Монт-Ориоль», в котором описал курортную жизнь в Шатель-Гийоне и реально происходившую борьбу двух лечебных предприятий.

## Галерея

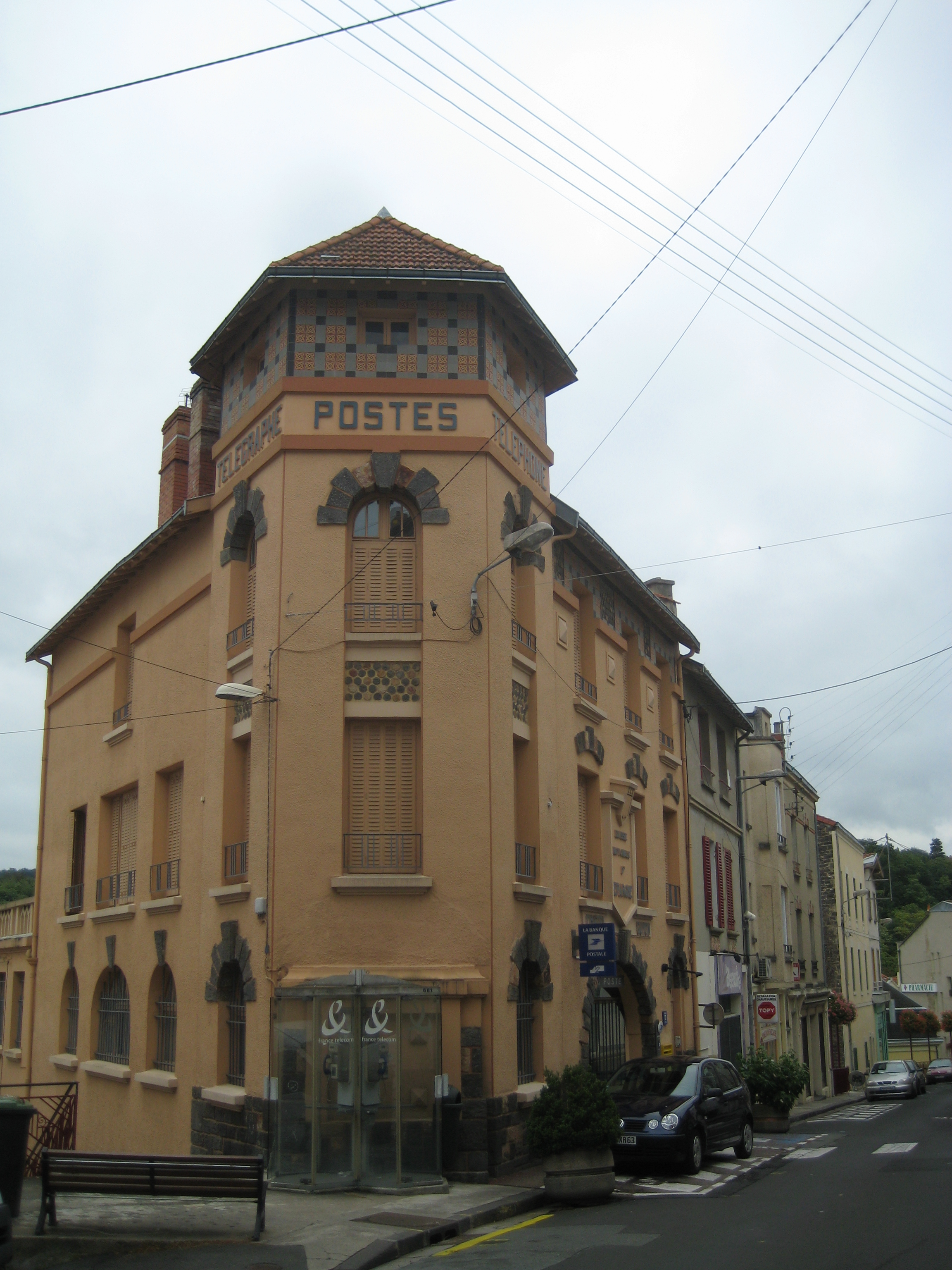
Городская почта
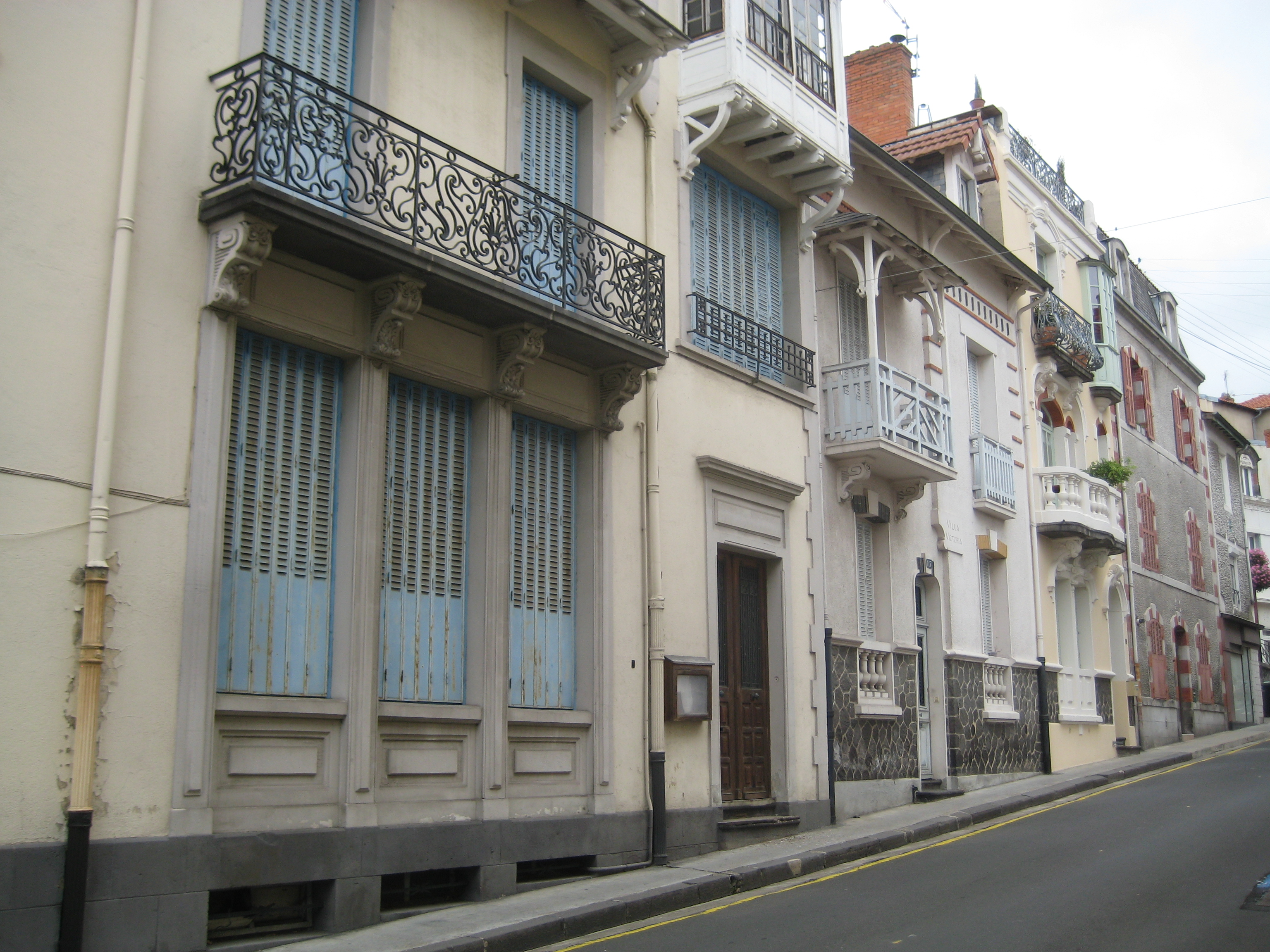
Улица Шатель-Гийона
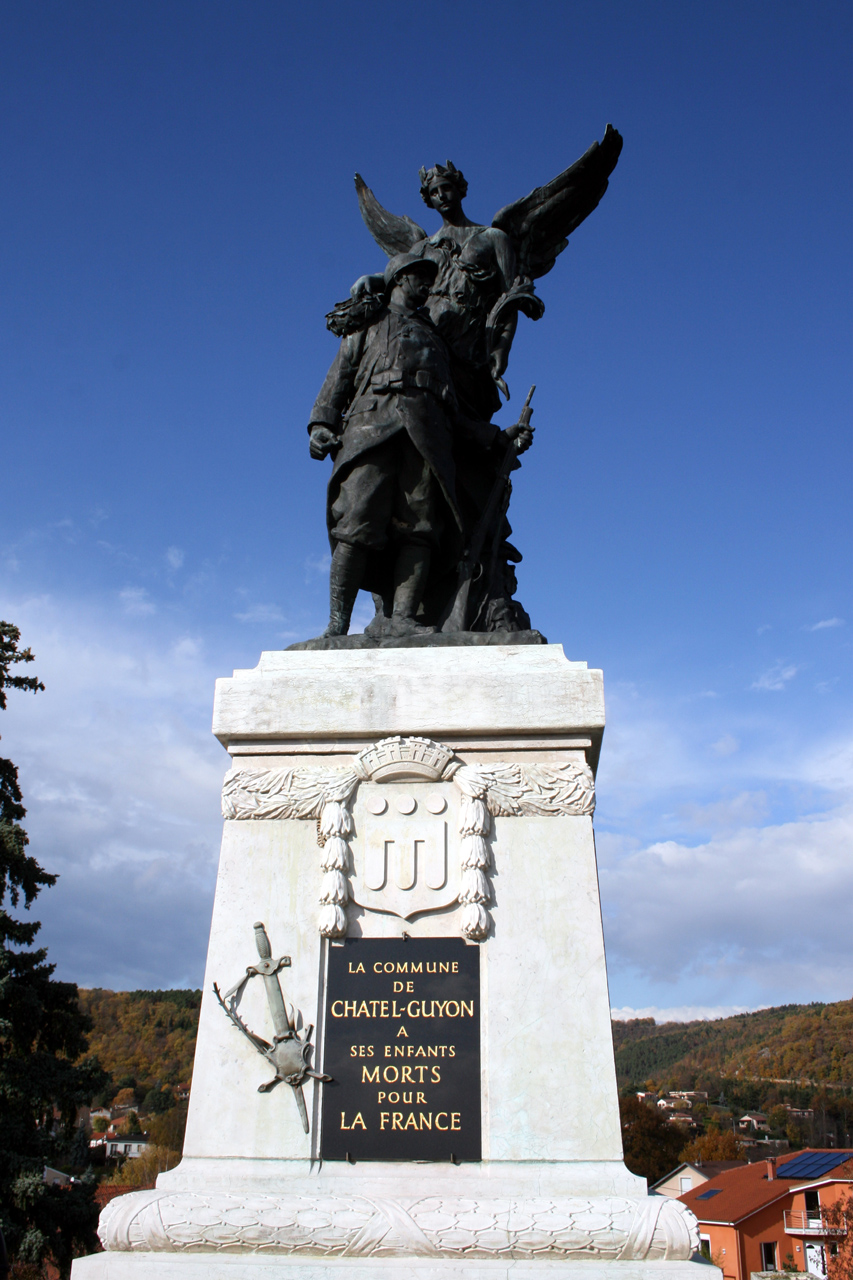
Памятник погибшим за Францию
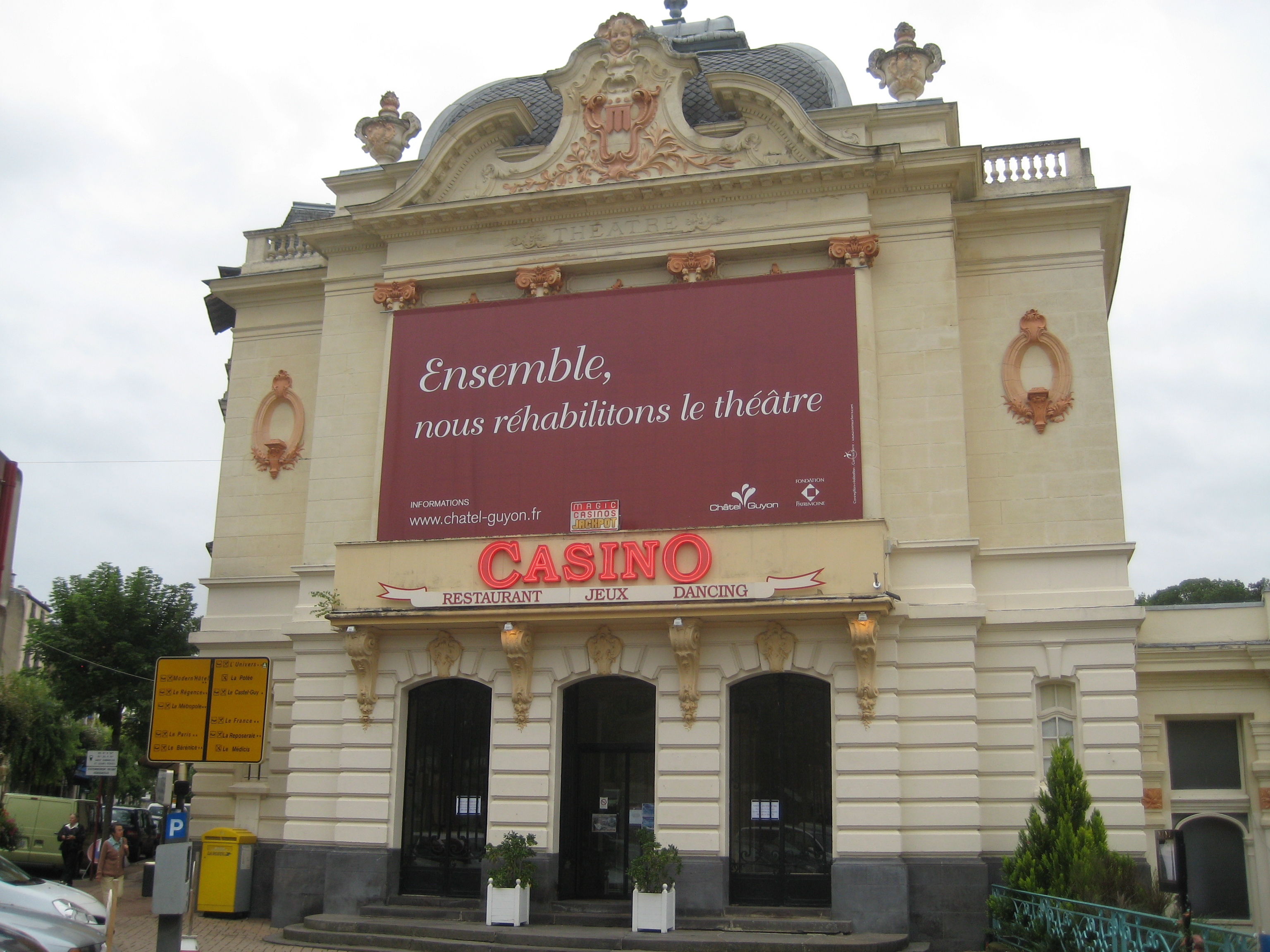
Казино